# Graphogaster alberta
Graphogaster alberta är en tvåvingeart som först beskrevs av Charles Howard Curran 1927.  Graphogaster alberta ingår i släktet Graphogaster och familjen parasitflugor. Inga underarter finns listade i Catalogue of Life.